# 悪魔 (タロット)

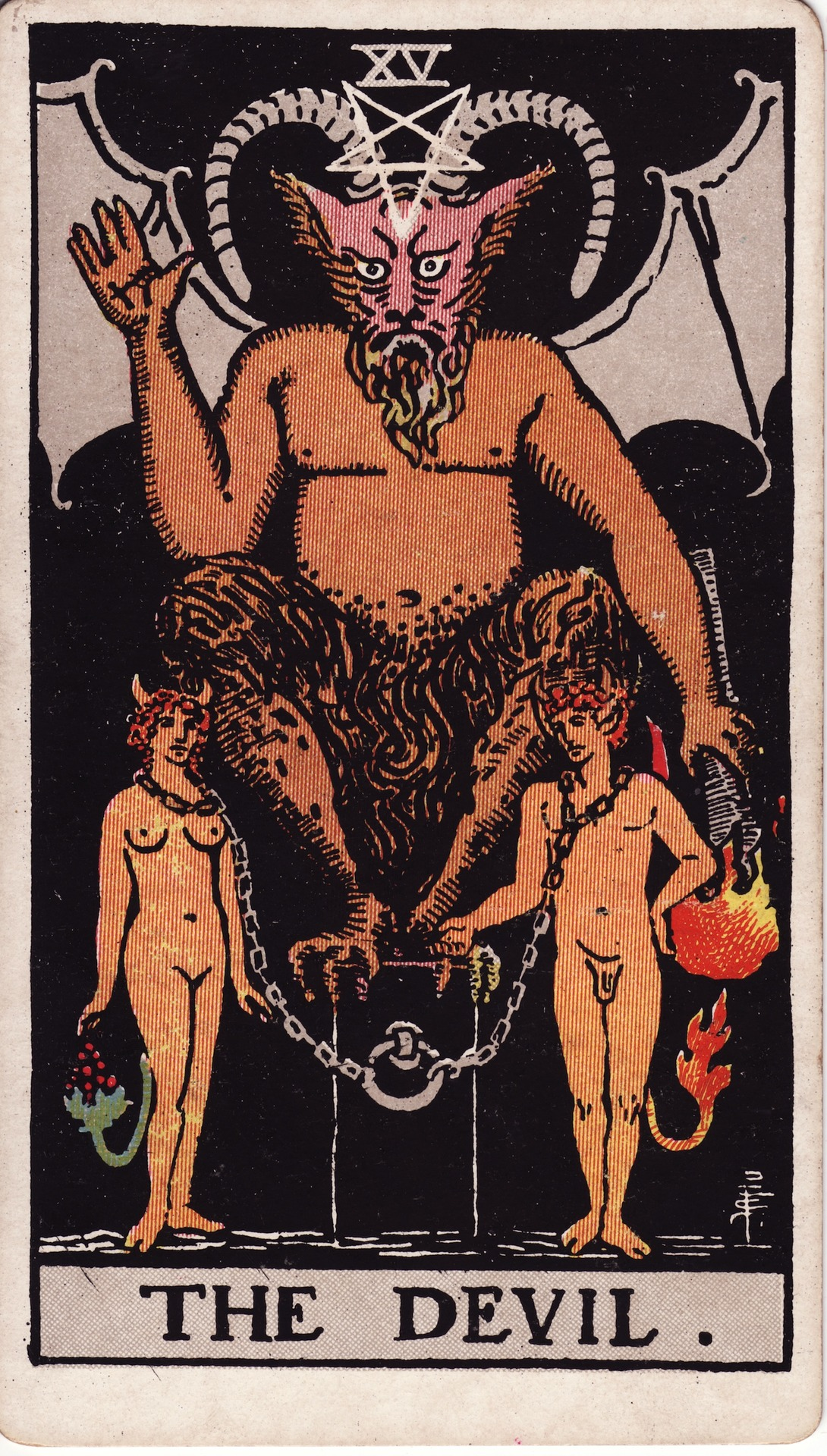
ウェイト版タロットの悪魔

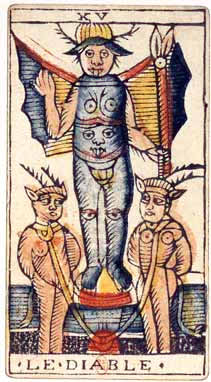
マルセイユ版タロットの悪魔

悪魔（あくま、英: The Devil、仏: Le Diable）は、タロットの大アルカナに属するカードの1枚。
カード番号は「15」。前のカードは「14 節制」、次のカードは「16 塔」。

## カードの意味
正位置の意味
裏切り、拘束、堕落、束縛、誘惑、悪循環、嗜虐的、破天荒、憎悪、嫉妬心、憎しみ、恨み、根に持つ、憤怒、破滅。
逆位置の意味
回復、覚醒、新たな出会い、リセット、生真面目、反省、猛省、出直し、転生。
アーサー・エドワード・ウェイトのタロット図解における解説では「暴力・激烈・前もって定められ動かせぬもの・黒魔術」を意味するとされる。

## カバラとの関係
ヘブライ文字はアイン (ע) 、ただしこれには複数の異説がある。「黄金の夜明け団」の説ではティファレトとホドのセフィラを結合する経に関連付けられている。

## 占星術との対応
以下のような諸説がある。
- 星座：双児宮説、天秤宮説、人馬宮説、磨羯宮説[注釈 1]
- 惑星：水星説[注釈 2]、火星説、土星説

## 寓意画の解釈
悪魔の名が示す通り、誘惑の象徴として解釈が行われる。マルセイユ版では、頭部に黄金の角と冠、背中にコウモリのような羽をもち、手には鋭い爪を備え、左手に柄の無い剣を持つ悪魔の姿が描かれている。
「悪魔」が最も強調している象徴は「訳がわからない」である。頭部の角は牡鹿の形であるが、手には猛禽類を思わせる爪を備えている上、背中の羽は哺乳類であるコウモリの形である。また、股間の膨らみは男性を象徴するが、女性の胸部を意図した図形を胸に模している。これは「悪魔」が（エデンの園など）人間に接触する際のカモフラージュとして、女性の純粋さや無邪気さを装い、悪魔の持つ「残忍さ」や「姑息な心」を覆い隠そうとしているためと考えられている。このように“ちぐはぐ”な象徴を一体の像に集約することは「混乱」や「葛藤」といった心理的錯乱状態を示し、「悪魔」を滅亡や破壊へと誘う恐ろしい存在として扱っていると解釈される。
これを最も象徴しているのが、「悪魔」の持つ剣である。剣自体は大アルカナの他のカードにもしばしば登場し、小アルカナのスートにも採用されている象徴であるが、「悪魔」では「刃の部分を持った状態」で描かれている。つまり「悪魔」は剣の使い方はおろか持ち方すら知らないのである。「悪魔」に描かれる剣は、誰にも制御されない極めて危険な暴力の象徴である。このことから、「悪魔」の頭部の冠を北欧神話のオーディンの冠として結びつける説がある。オーディンは北欧神話における最高神であるが、プライドが高く、癇癪（かんしゃく）を起こしやすい激情家としての側面を持つことから、「悪魔」の冠をオーディンのそういった面を象徴していると解釈されている。
一方で、「悪魔」を「救世主」と見ることもできる。悪魔は創世記においてイヴをそそのかし知恵の実を食させたが、見方を変えれば（逆位置）、悪魔の意思がどうであれ、人間にとっては科学を発展させ地球上に種を広げる良い結果をもたらしたといえる。これは「意図の有る無しに関わらず、当人の望む望まぬに関わらず、結果的に起こる奇跡」、即ちトリックスターを意味する。
また「悪魔」の下段には、頭部に角を思わせる飾り物を装着し、豚のような耳と尻尾を生やした2人の人物が、「悪魔」の立つ台座に繋がれた状態で描かれている。この2人は「悪魔」のしもべと解釈される。これは、絵の構図が「教皇」と対になっていることから由来しているとされる。人間の内面的部分が「悪魔」に仕えることによって起き得る様々な影響や、またその役割自体もよく解っていない状態を表し、何の葛藤も感じず、何の成長も無い餓鬼のような小さな存在であることが、「教皇」同様に中心の人物との対比によって示されている。加えて、2人の人物が薄ら笑いを浮かべている様子は「自分の行動を完全にコントロールできる」と思い込んでいる人などによく見かける表情である。つまり、この2人も「悪魔」が「教皇」と違い、「独裁的」で「自己中心的」な律法を司ることを示す要因ともなっている。故に、「教皇」のカードでは悪魔が教皇となり、下の2人が後ろ向きで描かれている。しかし「悪魔」としもべを繋ぐ縄はゆるく、自覚さえあればしもべは「悪魔」の支配を脱することができることも意味している。
ウェイト版に描かれる悪魔は、磨羯宮（山羊座）を象徴するヤギの角、ワシやタカの要素である鉤爪状の足、蝙蝠のような翼が生えた姿で描かれており、バフォメットや、農耕を司る神パーンがモチーフとされる。この悪魔の下にいる、四角状の黒い台座に繋がれた鎖に捕われた1組の男女にも角と尻尾があり、悪魔と同化していることが窺える。左の女性の尻尾は古代からワインなどで用いられている葡萄の房が描かれており、右の男性の尻尾には、悪魔の左手に持っている松明から着火して燃えている様子が描かれている。これらはいずれも欲望や快楽から夜を騒がせてきた犯罪者、独裁者を示すものとされる。悪魔の頭上には五芒星が上下逆に描かれていて、これが示すものは堕ちた人間、堕落の象徴とされている。台座の色と背景の黒は、本来人が関わるべきでない闇の世界が一面に広がった、悪徳の元凶がここにあるという構図としている。